# Silver Valley (film 1927)
Silver Valley è un film muto del 1927 diretto da Ben Stoloff.

## Produzione
Il film fu prodotto dalla Fox Film Corporation.

## Distribuzione
Il copyright del film, richiesto dalla Fox Film Corp., fu registrato il 2 ottobre 1927 con il numero LP24464.
Distribuito dalla Fox Film Corporation e presentato da William Fox, il film uscì nelle sale cinematografiche statunitensi il 2 ottobre 1927.